# Daramus sahrawi
Daramus sahrawi là một loài bọ cánh cứng trong họ Cerambycidae.